# Catocala contemnenda
Catocala contemnenda là một loài bướm đêm thuộc họ Erebidae. Loài này có ở Tân Cương, Trung Quốc.